# Sudan i olympiska sommarspelen 2004
Sudan deltog i de olympiska sommarspelen 2004 med en trupp bestående av tre deltagare, fyra män och en kvinna, men ingen av landets deltagare erövrade någon medalj.

## Friidrott
Huvudartikel: friidrott vid olympiska sommarspelen 2004
Herrarnas 400 m:
- Nagmeldin Ali Abubakr
  - Omgång 1: 46.32 s (6:a i heat 7, gick inte vidare, 38:a totalt)

Herrarnas 800 m:
- Ismail Ahmed Ismail
  - Omgång 1: 1:45.17 (2:a i heat 4, Kvalificerad, 3:a totalt) (Personligt rekord)
  - Semifinal: 1:45.45 (2:a i semifinal 3, Kvalificerad, 6:a totalt)
  - Final: 1:52.49 (8:a totalt)

Herrarnas 1 500 m:
- Peter Roko Ashak
  - Omgång 1: Startade inte

Herrarnas 110 m häck:
- Todd Matthews Jouda
  - Omgång 1: 13.47 s (4:a i heat 2, kvalificerad, T-19: totalt) (Sudanesiskt rekord)
  - Omgång 2: 13.77 s (8:a i heat 4, gick inte vidare, 27:a totalt)

Damernas tresteg:
- Yamile Aldama
  - Kval: 14.80 m (1st in Grupp B, kvalificerad, 3:a totalt)
  - Final A: 14.90 m (5:a totalt, kvalificerad)
  - Final B: 14.99 m (5:a totalt)